# Erdenczimegijn Sum’jaa
Erdenczimegijn Sum’jaa, mong. Эрдэнэчимэгийн Сумьяа (ur. 28 lutego 1990) – mongolska zapaśniczka, wicemistrzyni świata. Olimpijka z Rio de Janeiro 2016, gdzie zajęła dwunaste miejsce w kategoria 53 kg.
Startuje w stylu wolnym w kategorii wagowej do 51 kg. Srebrna medalistka mistrzostw świata z Budapesztu. Brązowa medalistka igrzysk azjatyckich w 2018. Wicemistrzyni Azji w 2018. Srebrna medalistka Letniej Uniwersjady 2013. Trzecia w Pucharze Świata 2015, 2017 i 2018, a piąta w 2014 roku.
Absolwentka Mongolian University of Science and Technology w Ułan Bator.